# Joladarasi, Sindhnur
Joladarasi là một làng thuộc tehsil Sindhnur, huyện Raichur, bang Karnataka, Ấn Độ.